# Antti Muurinen

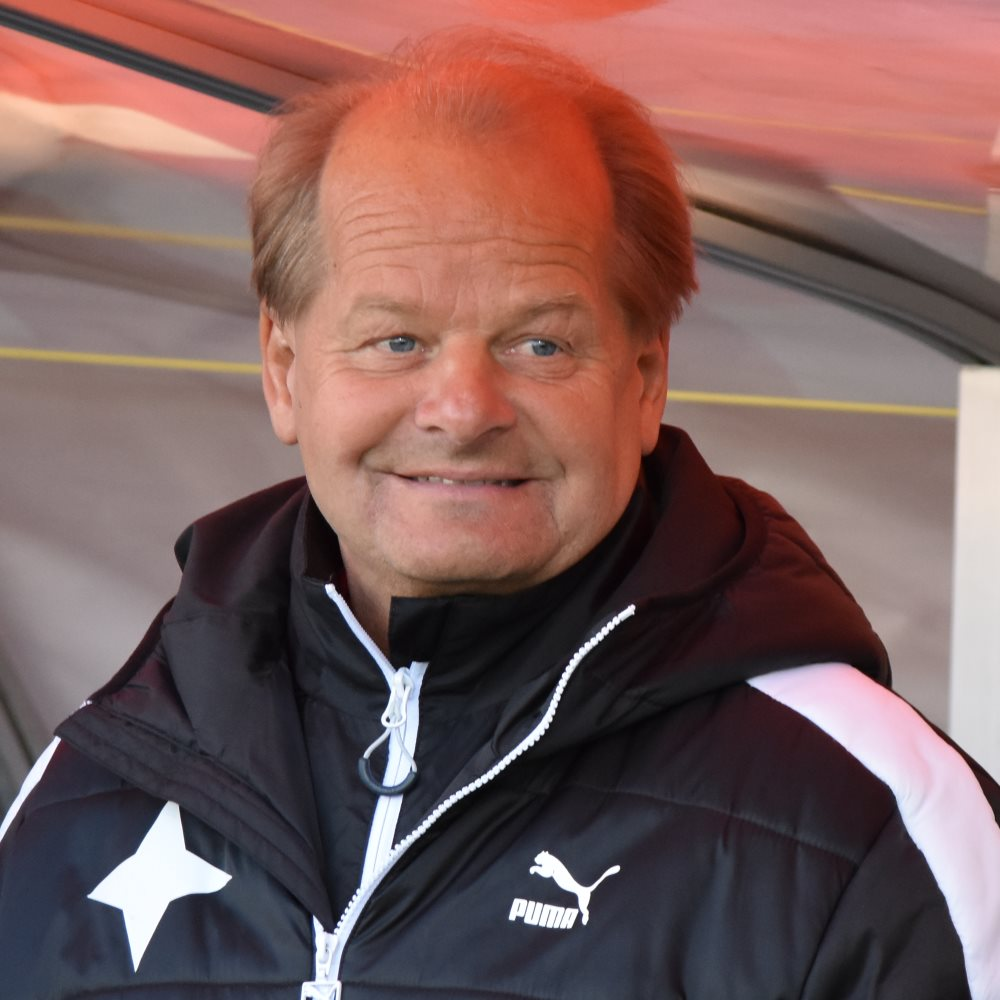

Antti Muurinen (4 de marzo de 1954) es un entrenador de fútbol finlandés. Actualmente entrena al HJK Helsinki en la Veikkausliiga.
Muurinen es conocido por haber sido el entrenador de la selección finesa de fútbol con la que no consiguió clasificarse para ninguna fase final en sus 6 años de dirección.
En 2006 es contratado por el FC Lahti. Antes del final de la temporada 2006/07 vuelve al HJK Helsinki tras haber logrado en su anterior etapa el hito de entrenar al único equipo finés que ha jugado la fase de grupos de la Liga de Campeones de la UEFA en la temporada 1998/99. En esta segunda etapa ha logrado tres títulos consecutivos en la Veikkausliiga (2008/09, 2009/10 y 2010/11) luciéndose en este último que terminó con una diferencia de 24 puntos sobre el Inter Turku, segundo clasificado.

## Logros
- Veikkausliiga (6) : 1989, 1991, 1997, 2009, 2010, 2011
- Copa de Finlandia (3) : 1998, 2008, 2011
- Copa de la Liga de Finlandia (3) : 1997, 1998, 2007
- Entrenador del año (6) : 1989, 1997, 1998, 2009, 2010, 2011
- Primer entrenador finlandés en participar en la fase de grupos de la Liga de Campeones de la UEFA (1998/99)

- Datos: Q2497141